# 20e étape du Tour d'Italie 2009
La 20e étape du Tour d'Italie 2009, s'est déroulée le 30 mai 2009. Cette étape longue de 203 km reliait Naples à Anagni.

## Classement de l'étape
| 1. | Philippe Gilbert     | Silence-Lotto                | en | 4 h 30 min 07 s |
| 2. | Thomas Voeckler      | BBox Bouygues Telecom        | +  | 2 s             |
| 3. | Stefano Garzelli     | Acqua & Sapone-Caffè Mokambo |    | 7 s             |
| 4. | Allan Davis          | Quick Step                   |    | m.t.            |
| 5. | Sébastien Hinault    | AG2R La Mondiale             |    | m.t.            |
|    | Franco Pellizotti    | Liquigas                     |    | m.t.            |
| 6. | Edvald Boasson Hagen | Columbia-High Road           |    | m.t.            |
| 7. | Giovanni Visconti    | ISD                          |    | m.t.            |
| 8. | Simon Gerrans        | Cervélo TestTeam             |    | m.t.            |
| 9. | Serge Pauwels        | Cervélo TestTeam             |    | m.t.            |

## Classement général
| 1. | Denis Menchov     | Rabobank                     | en | 85 h 44 min 05 s |
|    | Danilo Di Luca    | LPR Brakes-Farnese Vini      | +  | 20 s             |
|    | Franco Pellizotti | Liquigas                     |    | 1 min 43 s       |
| 2. | Carlos Sastre     | Cervélo TestTeam             |    | 2 min 44 s       |
| 3. | Ivan Basso        | Liquigas                     |    | 3 min 37 s       |
| 4. | Levi Leipheimer   | Astana                       |    | 4 min 59 s       |
| 5. | Stefano Garzelli  | Acqua & Sapone-Caffè Mokambo |    | 8 min 44 s       |
| 6. | Michael Rogers    | Columbia-High Road           |    | 9 min 36 s       |
| 7. | Tadej Valjavec    | AG2R La Mondiale             |    | 10 min 46 s      |
| 8. | Marzio Bruseghin  | Lampre-NGC                   |    | 11 min 36 s      |

## Classements annexes
| Classement             | Coureur            | Total             |
| ---------------------- | ------------------ | ----------------- |
| Points                 | Danilo Di Luca     | 170 pts           |
| Montagne               | Stefano Garzelli   | 61 pts            |
| Sprints Intermédiaires | Giovanni Visconti  | 26 pts            |
| Équipe                 | Astana             | 256 h 51 min 03 s |
| Équipe par points      | Columbia-High Road | 372 pts           |
| Jeune                  | Kevin Seeldraeyers | 85 h 59 min 51 s  |
| Échappée               | Mauro Facci        | 553 km            |
| Combativité            | Stefano Garzelli   | 45 pts            |
| Azzurri d'Italia       | Danilo Di Luca     | 14 pts            |